# Orden de los comandos

Diezmar a los Comandos y sus actividades era el principal objetivo de la directiva Der Kommandobefehl (Un grupo de Comandos Británicos, al concluir la Operación "Jubilee" Dieppe-1942).

La Orden de los Comandos (en alemán: Kommandobefehl) fue una orden secreta emitida por Adolf Hitler el 18 de octubre de 1942. En ella ordenaba que todos los comandos capturados en Europa y África (excluyendo a los marinos) debían ser inmediatamente ejecutados si intentaban rendirse. Cualquier persona o grupo de personas con el uniforme de los comandos británicos o de cualquier otra unidad similar, o cualquier persona que ejecutase acciones militares sin llevar uniforme, debía ser entregado inmediatamente al Sicherheitsdienst (SD, el servicio de seguridad nazi) para su ejecución sumaria.

## Antecedentes
Adolf Hitler sentía una animadversión especial hacia los comandos y paracaidistas de los Aliados debido a su imprevisibilidad, su efecto en la moral alemana y sus éxitos en Europa, Noruega y el Norte de África [cita requerida], así como por su propia incapacidad para diseñar alguna contramedida efectiva. Los ataques aumentaron durante 1942 e incluyeron incursiones a gran escala diseñados por el Departamento de Operaciones combinadas, como los de St. Nazaire y Dieppe. Aunque el asalto principal a Dieppe fracasó, los ataques de los comandos británicos contra las baterías de artillería del flanco tuvieron éxito, como por ejemplo el asalto principal sobre St. Nazaire.
Se cree popularmente que la rabia de Hitler llegó a su máximo [cita requerida] a raíz de un suceso durante el ataque en Dieppe y otro en una pequeña incursión en la isla de Sark, efectuado por miembros de la Fuerza de Incursión a Pequeña Escala junto a algunos hombres del 12.º Comando.

### Incursión en Dieppe
El 19 de agosto de 1942, durante la incursión, un brigadier canadiense decidió (en contra del procedimiento habitual) llevarse una copia de las órdenes operativas al desembarco. El legajo fue consecuentemente capturado por los alemanes durante la rendición y acabó llegando al cuartel general de Hitler. Entre las órdenes había una instrucción acerca de "atar a los prisioneros"; esto iba en contra de los acuerdos adoptados en la Convención de Ginebra sobre el trato a prisioneros de guerra, firmados estos tanto por los alemanes como por los países aliados. En Dieppe también podría haber sido capturado un "manual" de Comandos sobre lucha a corta distancia; hay que tener en cuenta que el supuesto manual no estaba en manos de personal de los Comandos, ni formaba parte de sus órdenes habituales la de atar a sus prisioneros. A este respecto, hay fotografías en varias publicaciones y en el Imperial War Museum, Londres, que muestran Comandos volviendo de Dieppe sin siquiera llevar agarrados a sus prisioneros.

### Incursión en Sark
En la noche del 3 al 4 de octubre de 1942, diez hombres de la Fuerza de Incursión a Pequeña Escala y el 12.º Comando realizaron una incursión de reconocimiento ofensivo en la isla de Sark, la Operación Basalto. Siguiendo el procedimiento habitual, se requería la captura de prisioneros. Nueve de los incursores irrumpieron en una casa local mientras el décimo se dirigía a reunirse con un agente encubierto local del Special Operations Executive. La ocupante de la casa, Frances Pittard, se mostró muy cooperativa al informarles de la presencia de una veintena de alemanes en el cercano Hotel Dixcart. También declinó la oferta de ser trasladada de vuelta a Inglaterra.
En frente del hotel había un edificio alargado con forma de cabaña, aparentemente sin vigilancia. Este anexo comprendía un corredor y cinco habitaciones en las que dormían cinco alemanes, ninguno de los cuales era un oficial. Los hombres fueron despertados y llevados al exterior, momento en el cual los comandos decidieron adentrarse en el hotel para capturar más prisioneros. Para minimizar la cantidad de guardias a dejar atrás con los cautivos, los comandos ataron las manos de los prisioneros con cuerda de escalada (cada uno de ellos llevaba consigo un trozo de aprox. 1,83 m), y les obligaron a sujetarse los pantalones con las manos. Retirar los cinturones o tirantes y cortar los botones de los pantalones era una práctica habitual entre los comandos para dificultar al máximo posible la huida de sus prisioneros.
Mientras se llevaba a cabo esta operación, uno de los prisioneros lanzó un grito para alertar a sus compañeros del hotel, resultando muerto en el acto por un disparo de revólver del calibre 38. Una vez alertados, los alemanes del hotel abrieron fuego contra los comandos, que decidieron volver a la playa con los cuatro prisioneros restantes. De camino a la playa, tres de los prisioneros intentaron escapar, resultando muertos. Aún hoy no está claro si consiguieron soltarse las manos durante el tiroteo, o si los tres intentaron la fuga al mismo tiempo o por separado. El caso es que dos murieron por disparos y uno fue apuñalado. El cuarto fue llevado sano y salvo a Inglaterra y reveló cuantiosa información. Los comandos también evacuaron al agente del SOE, que se había hecho pasar por un trabajador polaco entre los trabajadores forzosos en la isla.

### Respuesta alemana y escalada
Unos días después de la incursión, los alemanes emitieron un comunicado de propaganda en el que afirmaban que al menos un prisionero había intentado escapar y dos habían recibido disparos mientras se resistían a la captura con las manos atadas. También aseguraban que la práctica de atar de manos a los prisioneros había sido usada en Dieppe. En consecuencia, el 9 de octubre Berlín anunció que 1.376 prisioneros aliados (principalmente canadienses capturados en Dieppe) llevarían grilletes a partir de entonces (en contra de lo establecido en la Convención de Ginebra de 1929). Los británicos respondieron aplicando la misma medida a los presos alemanes internados en Canadá.
Este tira y afloja en torno a los grilletes siguió hasta que Suiza llegó a un acuerdo con los británicos para desistir de las medidas el 12 de diciembre, solución adoptada también por los alemanes al cabo de unos días. Sin embargo, para entonces muchos campos alemanes habían abandonado la medida, o la habían reducido a dejar una pila de grilletes en un barracón como símbolo.
El 7 de octubre Hitler escribió personalmente una nota en el parte diario de la Wehrmacht:
"En el futuro, todas las tropas terroristas y de sabotaje de los británicos y sus cómplices, que no se comportan como soldados sino como bandidos, serán tratados como tales por las tropas alemanas y eliminados sin piedad en batalla, dondequiera que aparezcan."

## La orden en efecto
El 18 de octubre, tras mucha deliberación con oficiales, personal y abogados del Alto Mando alemán, Hitler emitió su Orden de los Comandos o Kommandobefehl, en secreto y con solo doce copias. Al día siguiente, el jefe de Estado Mayor del ejército, Alfred Jodl, distribuyó copias de la misma junto con un apéndice en el que añadía que la orden estaba "dirigida solamente para jefes, y no debe caer en manos enemigas bajo ninguna circunstancia." La orden en sí misma decía,
Desde ahora todos los hombres que operen contra tropas alemanas en las llamadas incursiones de comandos, incluso si visten uniforme, armados o desarmados, en combate o huyendo, deben ser aniquilados hasta el último hombre... Incluso si dichos individuos al ser descubiertos... proceden a entregarse como prisioneros, no debe ser ofrecido cuartel en ningún caso.
La orden afirma, bajo suposición, que los comandos británicos tenían orden de matar a sus prisioneros. Este no era el caso; los hombres en Sark actuaron como creyeron apropiado a la situación. Hitler más tarde amplió este trato a los pilotos aliados capturados, y el papel del SD fue transferido a la Gestapo.

### Bajas aliadas
La Kommandobefehl fue empleada para asesinar a centenares, posiblemente miles, de efectivos de las fuerzas especiales aliadas que operaban tras las líneas enemigas, integrados en la OSS, la SOE y otras organizaciones. Normalmente eran transferidos a la SD o a la Gestapo, transportados a un campo de concentración y ejecutados allí. Las primeras víctimas fueron siete oficiales capturados durante la Operación Mosquetón, que fueron fusilados en Sachsenhausen la madrugada del 23 de octubre de 1942. Las ejecuciones causadas por la orden se llevaron a cabo hasta cerca del final del Tercer Reich.

### Legalidad
Las Convenciones de Ginebra establecen que los miembros de las fuerzas armadas, si son capturados, deben ser considerados como prisioneros de guerra, y como tales deben ser tratados humanamente. Es más, si se cuestionara la pertenencia o no a las fuerzas armadas de dichos prisioneros, deben ser tratados como prisioneros de guerra hasta que dicha pertenencia sea esclarecida. Dado que Alemania era firmante de esa convención, la orden era una violación directa y deliberada de la misma.
Hitler y sus subordinados sabían que la orden era ilegal, como se hace patente por el hecho de que sólo se preparasen doce copias y que se tomasen medidas especiales para mantenerla en secreto. También sabían que la orden sería impopular entre los militares profesionales del ejército alemán, especialmente la parte en que se forzaba su aplicación incluso si los comandos capturados vestían de uniforme (los comandos que no fueran de uniforme podían ser tratados como espías o insurgentes bajo el Derecho internacional). La orden incluía medidas diseñadas para forzar a los mandos alemanes a aplicarla a pesar de su falta de entusiasmo al respecto. Sin embargo, generales como Erwin Rommel y Albert Kesselring se negaron a obedecer dicha orden y siguieron aplicando las Convenciones de Ginebra.

## Resultado
Tras la guerra, los oficiales alemanes que realizaron ejecuciones ilegales siguiendo la orden fueron encontrados culpables en juicios por crímenes de guerra, incluyendo los juicios de Núremberg. La Kommandobefehl fue uno de los cargos por crímenes de guerra contra el Generaloberst Jodl, que fue hallado y declarado culpable (tanto de ese como de otros crímenes) y ejecutado en la horca.